# Sarreguemines
Sarreguemines (tyska: Saargemünd) är en kommun i departementet Moselle i regionen Grand Est (tidigare regionen Lorraine) i nordöstra Frankrike. Kommunen ligger i kantonen Sarreguemines som tillhör arrondissementet Sarreguemines. År 2022 hade Sarreguemines 20 324 invånare.

## Befolkningsutveckling
Antalet invånare i kommunen Sarreguemines
| Referens: INSEE |